# New Life Church
New Life Church (baptistförsamlingen) är en frikyrka i norra Traneberg (norr om Alvik) i Bromma, Stockholm, med runt 350 medlemmar år 2008. Församlingen har stark internationell och mångkulturell prägel, 2008 kom medlemmarna från 40 olika nationer. Församlingen grundades 1993 av John van Dinther och är ansluten till Evangeliska Frikyrkan.
Utöver i Storstockholm (Traneberg, samt församlingsplanteringar i Hässelby villastad, på Kungsholmen och i Sollentuna), har dotterförsamlingar startats i Göteborg (2008) och Västerås (2011) under namnet New Life Church.

## Läran
Läran är klassisk kristen i enlighet med den apostoliska trosbekännelsen med betoning på syndernas sonande genom att Jesus (Gud själv) dog på korset och allas behov av denna förlåtelse. Man tillämpar troendedop.

## Verksamhet
I Traneberg har man gudstjänst varje söndag kl 10 och kl 15 och gudstjänsten genomförs på både engelska och svenska. Församlingen har en social omsorgsverksamhet med bland annat fängelsebesök, annat arbete bland samhällets utstötta, samt fikastunder med äldre. I församlingen är cellgruppverksamheten ett viktigt inslag och den består i att man möts i mindre grupper en gång i veckan - ofta hemma hos någon i respektive grupp.

### Ungdomsverksamhet
Ungdomarna i församlingen mellan 13 och 19 år träffas varje fredag under skolterminen för andakter och gemenskap. Det anordnas också läger på hösten och sommaren, samt skidläger vecka nio. Här samlas inte bara församlingens ungdomar utan även fler utifrån.

### Stället
Församlingen har flera år bedrivit verksamhet för de marginaliserade i samhället. Stället är en plats för Stockholms på olika sätt marginaliserade och andra med destruktiva livsstilar att samlas och få motivation att bryta dessa livsstilar. Det sker genom öppethus på onsdag kväll och ett kafémöte på måndagar. De är också aktiva ute på Stockholms gator. Alla välkomnas som har behov och uppmuntras med att det finns något att ta "i stället" för allt annat. Jesus ses som det enda alternativet som kan erbjuda ett nytt liv helt fritt från missbruk.

### RE:ACT
RE:ACT är församlingens sociala arbete som vänder sig till människor med materiella behov. Första söndagen i varje månad samlas basförnödenheter in och delas ut genom cellgruppsnätverket.

## Utmärkelser
Församlingen mottog 2008 Stockholms läns landstings årliga pris för arbete mot främlingsfientlighet och rasism.